# Панамериканський чемпіонат з боротьби 2020
 Панамериканський чемпіонат з боротьби 2020 року — 33-ті проведені змагання Панамериканського чемпіонату з боротьби, що проходили з 6 по 9 березня в Шоу-Центрі, Оттава, Канада.
Розігрувалося 27 комплектів нагород: 10 у вільній боротьбі серед чоловіків, 9 у греко-римській боротьбі і 8 в жіночій боротьбі.

## Загальний медальний залік
*   Країна-господарка ( Канада)
| Місце                | Країна                         | Золото | Срібло | Бронза | Загалом |
| -------------------- | ------------------------------ | ------ | ------ | ------ | ------- |
| 1                    | США (USA)                      | 15     | 5      | 4      | 24      |
| 2                    | Куба (CUB)                     | 5      | 3      | 3      | 11      |
| 3                    | Канада (CAN)*                  | 2      | 6      | 5      | 13      |
| 4                    | Бразилія (BRA)                 | 1      | 2      | 4      | 7       |
| 5                    | Колумбія (COL)                 | 1      | 2      | 1      | 4       |
| 6                    | Еквадор (ECU)                  | 1      | 1      | 1      | 3       |
| 6                    | Перу (PER)                     | 1      | 1      | 1      | 3       |
| 8                    | Ямайка (JAM)                   | 1      | 0      | 1      | 2       |
| 9                    | Мексика (MEX)                  | 0      | 3      | 1      | 4       |
| 10                   | Пуерто-Рико (PUR)              | 0      | 2      | 1      | 3       |
| 11                   | Венесуела (VEN)                | 0      | 1      | 6      | 7       |
| 12                   | Коста-Рика (CRC)               | 0      | 1      | 0      | 1       |
| 13                   | Домініканська Республіка (DOM) | 0      | 0      | 4      | 4       |
| 14                   | Гватемала (GUA)                | 0      | 0      | 1      | 1       |
| 14                   | Гондурас (HON)                 | 0      | 0      | 1      | 1       |
| 14                   | Аргентина (ARG)                | 0      | 0      | 1      | 1       |
| 14                   | Чилі (CHI)                     | 0      | 0      | 1      | 1       |
| Загалом (17 збірних) | Загалом (17 збірних)           | 27     | 27     | 36     | 90      |

## Командний залік
| Місце | Чоловіки, вільний стиль  | Чоловіки, вільний стиль | Чоловіки, греко-римська  | Чоловіки, греко-римська | Жінки, вільний стиль | Жінки, вільний стиль |
| Місце | Країна                   | Очки                    | Країна                   | Очки                    | Країна               | Очки                 |
| ----- | ------------------------ | ----------------------- | ------------------------ | ----------------------- | -------------------- | -------------------- |
| 1     | США                      | 205                     | США                      | 200                     | США                  | 152                  |
| 2     | Канада                   | 120                     | Куба                     | 105                     | Канада               | 141                  |
| 3     | Куба                     | 100                     | Венесуела                | 69                      | Бразилія             | 103                  |
| 4     | Венесуела                | 66                      | Мексика                  | 68                      | Еквадор              | 66                   |
| 5     | Мексика                  | 59                      | Колумбія                 | 67                      | Венесуела            | 62                   |
| 6     | Пуерто-Рико              | 57                      | Бразилія                 | 65                      | Куба                 | 53                   |
| 7     | Домініканська Республіка | 44                      | Канада                   | 55                      | Колумбія             | 51                   |
| 8     | Перу                     | 35                      | Домініканська Республіка | 42                      | Мексика              | 46                   |
| 9     | Аргентина                | 35                      | Пуерто-Рико              | 29                      | Перу                 | 35                   |
| 10    | Бразилія                 | 30                      | Гондурас                 | 18                      | Пуерто-Рико          | 20                   |

## Медалісти

### Греко-римська боротьба
| категорія | Золото          | Срібло           | Бронза                            |
| --------- | --------------- | ---------------- | --------------------------------- |
| до 55 кг  | Макс Ноурі      | Кієран Ахтар     | Саркіс Хачатрян                   |
| до 60 кг  | Діктер Торо     | Леслі Фуенфінгер | Емерсон Феліпе Джансел Піментел   |
| до 67 кг  | Ісмаель Борреро | Дієго Мартінес   | Алехандро Санчо Крістобаль Торрес |
| до 72 кг  | Реймонд Банкер  | Жойлсон Жуніор   |                                   |
| до 77 кг  | Йосваніс Пенья  | Пат Сміт         | Вуйлейксіс Рівас                  |
| до 82 кг  | Джон Стефановіч | Хосе Варгас      | Марсіано Алі                      |
| до 87 кг  | Джо Рау         | Карлос Муньйос   | Лесян Кузин Роніссон Брандао      |
| до 97 кг  | Трейсі Генкок   | Габрієль Росільо | Луїлліс Перес                     |
| до 130 кг | Анхель Пачеко   | Адам Кун         | Мойзес Перес Лео Сантана          |

### Вільна боротьба
| Категорія | Золото              | Срібло            | Бронза                              |
| --------- | ------------------- | ----------------- | ----------------------------------- |
| до 57 кг  | Рейнері Андреу      | Педро Мехіас      | Даріан Круз Хуан Рамірес            |
| до 61 кг  | Тайлер Графф        | Скотт Шиллер      |                                     |
| до 65 кг  | Янні Діакоміхаліс   | Маурісіо Санчес   | Сіксто Ауккапіна Агустін Дестрібатс |
| до 70 кг  | Ентоні Ашнолт       | Брендон Діас      | Круйз Меннінг                       |
| до 74 кг  | Джордан Берроуз     | Франклін Гомес    | Ентоні Монтеро Геандрі Гарсон       |
| до 79 кг  | Джейсон Нолф        | Гусейн Русланзаде | Віктор Ернандес                     |
| до 86 кг  | Юрієскі Торребланка | Пул Амбросіо      | Клейтон Пай Алекс Дірінгер          |
| до 92 кг  | Ангус Артур         | Максвелл Лейсі    |                                     |
| до 97 кг  | Кайл Снайдер        | Рейнеріс Салас    | Луїс Перес                          |
| до 125 кг | Ентоні Нельсон      | Амарвір Дхесі     | Оскар Піно                          |

### Жіноча боротьба
| Категорія | Золото            | Срібло             | Бронза                          |
| --------- | ----------------- | ------------------ | ------------------------------- |
| до 50 кг  | Вікторія Ентоні   | Кароліна Кастільйо | Каміла Барбоса Жаклін Моллокана |
| до 53 кг  | Луїза Вальверде   | Джейд Парсонс      | Лієнна Монтеро                  |
| до 57 кг  | Джулія Пенальбер  | Ханна Тейлор       | Бетзабет Сарко                  |
| до 59 кг  | Александрія Таун  | Нес Марі Родрігес  | Лорен Луїв                      |
| до 62 кг  | Меллорі Вельте    | Лаїс Нуньєс        | Джессіка Бруєтт                 |
| до 68 кг  | Таміра Менса      | Юдаріс Санчес      | Марія Акоста Олівія ді Бакко    |
| до 72 кг  | Янет Соверо       | Вікторія Френсіс   | Шона Квебек                     |
| до 76 кг  | Жустіна Ді Стасіо | Аделіна Грей       | Аліне Феррейра Андреа Олая      |